# Fábio Fonseca
Fábio Fonseca (, ) é um tecladista, compositor e produtor musical brasileiro.
Já trabalhou com diversos artistas do pop e da MPB, como Lulu Santos, Fernanda Abreu, Ed Motta, Gabriel o Pensador, Leo Jaime e Claudio Zoli, entre outros.
Participou na gravação de inúmeros álbuns, entre eles, do baterista brasileiro Dom Um Romão, que já tocou com Frank Sinatra e Tom Jobim.
Seu trabalho solo, com mais de quatro álbuns, conta com a participação de grandes músicos, como João Donato.
Em 1988, ele e a então namorada, Marcia Serejo, compuseram a música ‘Manuel’, sucesso interpretado por Ed Motta.

## Prêmios e indicações

### Prêmio da Música Brasileira
| Ano  | Categoria                       | Indicação     | Resultado |
| ---- | ------------------------------- | ------------- | --------- |
| 1989 | Cantor de pop/rock              | Fábio Fonseca | Indicado  |
| 1989 | Revelação masculina de pop/rock | Fábio Fonseca | Indicado  |